# ÖBB 2080 sorozat
Az ÖBB 2080 és az ÖBB 2180 egy-egy vasúti hómaró. A Beilhack gyártotta 1975-ben és 1982-ben az ÖBB részére. Jelenleg az ÖBB 2080 001 Innsbruck-ba, az ÖBB 2180 001 Villach-ba van állomásítva.